# Carquebut
Carquebut és un municipi francès situat al departament de la Manche i a la regió de Normandia. L'any 2007 tenia 298 habitants.

## Demografia

### Població
El 2007 la població de fet de Carquebut era de 298 persones. Hi havia 108 famílies de les quals 28 eren unipersonals (16 homes vivint sols i 12 dones vivint soles), 44 parelles sense fills, 32 parelles amb fills i 4 famílies monoparentals amb fills.
La població ha evolucionat segons el següent gràfic:
Habitants censats

### Habitatges
El 2007 hi havia 137 habitatges, 110 eren l'habitatge principal de la família, 19 eren segones residències i 8 estaven desocupats. Tots els 137 habitatges eren cases. Dels 110 habitatges principals, 84 estaven ocupats pels seus propietaris, 16 estaven llogats i ocupats pels llogaters i 10 estaven cedits a títol gratuït; 3 tenien una cambra, 4 en tenien dues, 10 en tenien tres, 27 en tenien quatre i 66 en tenien cinc o més. 88 habitatges disposaven pel capbaix d'una plaça de pàrquing. A 45 habitatges hi havia un automòbil i a 54 n'hi havia dos o més.

### Piràmide de població
La piràmide de població per edats i sexe el 2009 era:
| Homes | Edats   | Dones |
| ----- | ------- | ----- |
| 0     | 95 o +  | 4     |
| 0     | 90 a 94 | 8     |
| 4     | 85 a 89 | 8     |
| 0     | 80 a 84 | 12    |
| 12    | 75 a 79 | 8     |
| 8     | 70 a 74 | 16    |
| 12    | 65 a 69 | 12    |
| 8     | 60 a 64 | 8     |
| 8     | 55 a 59 | 4     |
| 8     | 50 a 54 | 8     |
| 16    | 45 a 49 | 12    |
| 4     | 40 a 44 | 0     |
| 20    | 35 a 39 | 16    |
| 4     | 30 a 34 | 0     |
| 0     | 25 a 29 | 8     |
| 8     | 20 a 24 | 0     |
| 12    | 15 a 19 | 12    |
| 12    | 10 a 14 | 28    |
| 4     | 5 a 9   | 4     |
| 4     | 0 a 4   | 0     |

## Economia
El 2007 la població en edat de treballar era de 155 persones, 118 eren actives i 37 eren inactives. De les 118 persones actives 103 estaven ocupades (58 homes i 45 dones) i 15 estaven aturades (10 homes i 5 dones). De les 37 persones inactives 20 estaven jubilades, 7 estaven estudiant i 10 estaven classificades com a «altres inactius».

### Ingressos
El 2009 a Carquebut hi havia 106 unitats fiscals que integraven 273,5 persones, la mediana anual d'ingressos fiscals per persona era de 15.829 €.

### Activitats econòmiques
Dels 6 establiments que hi havia el 2007, 1 era d'una empresa de comerç i reparació d'automòbils, 1 d'una empresa d'informació i comunicació, 1 d'una empresa financera, 1 d'una empresa de serveis, 1 d'una entitat de l'administració pública i 1 d'una empresa classificada com a «altres activitats de serveis».
L'any 2000 a Carquebut hi havia 15 explotacions agrícoles que ocupaven un total de 513 hectàrees.

## Poblacions més properes
El següent diagrama mostra les poblacions més properes.